# Davîdkî, Narodîci
Davîdkî (în ucraineană Давидки) este un sat în comuna Zalissea din raionul Narodîci, regiunea Jîtomîr, Ucraina.

## Demografie
Componența lingvistică a localității Davîdkî
     Ucraineană (98,89%)
     Rusă (1,11%)
Conform recensământului din 2001, majoritatea populației localității Davîdkî era vorbitoare de ucraineană (98,89%), existând în minoritate și vorbitori de rusă (1,11%).